# Seehorn (Walliser Alpen)
De Seehorn is een 2439 meter hoge berg in de Walliser Alpen in Zwitserland.
De berg verheft zich ten oosten van het grensplaatsje Gondo en het Zwischbergental nabij de grens met Italië. De noordhellingen van de berg zijn zeer steil en sluiten aan deze zijde de nauwe Gondoschlucht af. Ten zuiden van de berg ligt de bergpas Furggu die de scheiding vormt met het massief van de Weissmies.
De Seehorn is vanuit de Furggu vrij gemakkelijk te bereiken. Een goed gemarkeerd pad loopt eerst door een ongerept naaldbos en later door een ruig steenveld. Vanaf de top heeft men uitzicht op bergen als de Monte Leone (3553 m), Weissmies (4023 m), Lagginhorn (4010 m), Fletschhorn (3993 m), Pizzo Diei (2906 m) en Pizzo Pioltone (2612 m).